# Sebastian I. (Ortenburg)
Sebastian I. Graf von Ortenburg (* August 1434; † 11. November 1490) wurde als zweiter Sohn Graf Heinrichs V. von Ortenburg und Ursula Ecker zu Saldenburg geboren und entstammte somit aus dem niederbayerischen Dynastengeschlecht der Ortenburger. Des Weiteren war er Mitglied des Ordens unserer lieben Frauen zum Schwan. Sebastian gilt, neben seinem Vorfahren Etzel I. und seinem Enkel Joachim, als eine der schillerndsten und angesehensten Personen aus dem Hause Ortenburg. Sebastian regierte einst zusammen mit seinem älteren Bruder Georg II. die Grafschaft Ortenburg, ehe er 1488 vollständig die Regierung übernahm.

## Leben und Wirken
Sebastian I. war bereits zu Lebzeiten berühmt für seine Tapferkeit und Fertigkeiten im Kampf, die er auf diversen Ritterturnieren bewies, unter anderem 1481 in Heidelberg, sowie für seine Entschlossenheit und seinen Mut, mit der er seine Rechte selbst gegenüber dem Kaiser durchzusetzen vermochte. Dies brachte ihm den Beinamen „der Kämpfer“ ein.
Sebastians Schwiegervater, Freiherr Johann von Rohrbach, seit 1463 Reichsgraf von Neuburg, setzte ihn und seine Frau Maria als Erben für die Grafschaft am Inn ein. Als Johann im Jahre 1467 starb, besetzten jedoch kaiserliche Truppen die Reichsgrafschaft und das dazugehörige Schloss Neuburg. Kaiser Friedrich III. sah die Grafschaft als heimgefallenes Lehen an. So ließ er die Grafschaft und die Burgen besetzen, wobei Sebastians Frau Maria und seine Schwiegermutter Scholastika von Weißpirach auf Schloss Neuburg am Inn festgesetzt wurden. Um beide zu befreien, besetzte der Graf eines Nachts die Burg, indem er die Wachen bestach. Anschließend gelang es ihm, die kaiserlichen Truppen zu verjagen. Kaiser Friedrich III. konnte das Verhalten des Ortenburger Grafen unmöglich zulassen und versuchte die Feste zurückzuerobern. Er erschien daraufhin mitsamt Verstärkung und ließ die Burg belagern. Sebastian und seine Männer hielten jedoch dem Ansturm der kaiserlichen Truppen stand, so dass die Armee und Friedrich III. unverrichteter Dinge wieder abziehen mussten. Der Kaiser versuchte nun auf diplomatischem Wege zu einer Lösung zu kommen, jedoch sah sich Sebastian als rechtmäßiger Erbe der Grafschaft an und war nicht bereit, Neuburg aufzugeben. Erst durch Vermittlung Herzog Ludwigs IX. von Bayern-Landshut kam es im Jahre 1473 zu einer Lösung des Konflikts. Auf dem Reichstag zu Augsburg wurde ein Vertrag zwischen Sebastian und Friedrich geschlossen, durch den die Grafschaft Neuburg an den Kaiser zurückgegeben wurde, als Entschädigung erhielt der Graf 4000 Gulden.
Graf Sebastian kämpfte nach seinem Konflikt mit Friedrich III. aber auch an dessen Seite, so geschehen in den Jahren 1488 und 1489, als Sebastian mit der kaiserlichen Kriegsmacht zu Felde nach Flandern zog, um den von den Bürgern Brügges gefangen gehaltenen Sohn des Kaisers, König Maximilian I., zu befreien.
Sebastian trug zeitlebens dazu bei, das Anfang des 15. Jahrhunderts stark zerrüttete Verhältnis der Ortenburger Grafen mit den Herzögen von Bayern-Landshut zu verbessern. So wurde Sebastian im Jahre 1466 gemeinsam mit seinem Bruder Georg II. zum Rat des Herzogs ernannt. Herzog Ludwig lud ihn schließlich 1475 zur Landshuter Hochzeit seines Sohnes Georg ein. Sebastian war aber nicht bloßer Gast, sondern durfte die hochgeschätzte Aufgabe des Kämmerers der Braut, Prinzessin Hedwig Jagiellonica von Polen, wahrnehmen und saß am Tisch des Brautpaares. Zwei Jahre später übernahm Sebastian das Amt des Pflegers zu Egg im heutigen Landkreis Deggendorf. Zuletzt bekleidete er das Amt des Hofrichters.
Zusammen mit seinem Bruder Georg II. förderte er in ihrer Grafschaft Ortenburg den Handel und Verkehr, was dazu führte, dass Kaiser Friedrich III. am 14. April 1479 beiden das verloren gegangene Marktrecht erneut verlieh. Des Weiteren wurde darin die Reichsunmittelbarkeit der Grafschaft erneut betont. Dies war ein bedeutender Erfolg für die Ortenburger, da die bayerischen Herzöge mehrfach versucht hatten, die Grafschaft in ihr Herzogtum einzuverleiben und das Grafengeschlecht zu ihren eigenen Lehen „von Wittelsbacher gnaden“ herabzustufen.
Nachdem sein Bruder Georg II. das Grafenamt 1488 niederlegte und sich zurückzog, wurde Sebastian, aufgrund der seit dem 13. Jahrhundert mündlich geltenden Senioratsnachfolge im Hause Ortenburg, amtierender Reichsgraf. Am 6. November 1489 wurde Sebastian von Kaiser Friedrich III. offiziell mit der Grafschaft belehnt. Trotz des hohen Amtes blieb Sebastian I. weiterhin in den Diensten der bayerischen Herzöge, so war er bis 1490 herzoglicher Hofrichter zu Landshut. Im Herbst desselben Jahres kehrte er todkrank nach Ortenburg zurück. Dort starb er am 1. November 1490 auf Schloss Alt-Ortenburg. Begraben wurde Sebastian  nach dem gräflichen Erbbegräbnis in der Sixtuskapelle neben dem Passauer Dom. Sein Nachfolger als Graf wurde sein Neffe Wolfgang I.

## Nachkommen
Sebastian war seit 1467 mit Maria von Rohrbach (aus  niederösterreichischem Uradel mit gleichnamigem Stammsitz  nahe Seitenstetten) Reichsgräfin zu Neuburg († nach 8. Mai 1496) verheiratet. Sie war die Erbtochter des Johann von Rohrbach, kaiserlicher Rat und Kämmerer, seit Mai 1463 Reichsfreiherr, seit Juni 1463 Reichsgraf zu Neuburg am Inn († 1476), und der Scholastica von Weißpriach. Aus dieser Ehe entstammen folgende Kinder:
- Ulrich II., Graf von Ortenburg († 7. März 1524 in Söldenau), ⚭ Veronika von Aichberg († 1511), ⚭ Barbara von Starhemberg († 1519)
- Johann II. († 25. Juli 1499, Schlacht bei Basel)
- Georg III., Domherr zu Freising und Salzburg, Dompropst zu Freising und St. Peter am Madron († 7. Mai 1553 in Freising)
- Siegmund, Domdekan zu St. Georgen, Dompropst zu Eichstätt († 26. August 1547 in Salzburg)
- Margarethe († 23. Februar 1550), ⚭ Veit von Rechberg († 18. März 1543)
- Sebastian, jung verstorben
- Christoph, Graf von Ortenburg (* 1480; † 22. April 1551 in Mattighofen), ⚭ Anna Holub zu Mattighofen und Neudeck († 5. Mai 1525), ⚭ Anna Freiin von Firmian († 16. April 1543)
- Sebastian II. († 26. August 1559)
- Wilhelm († 12. März 1530 in Passau), ⚭ NN
- Eustach, jung verstorben
- Helena († 25. März 1525), ⚭ Wilhelm von Paulsdorf
- NN, Tochter, jung verstorben
- NN, Tochter, jung verstorben